# Блюменфельд, Бениамин Маркович
Бениамин Маркович Блюменфельд (первоначально Бениамин Мордхелевич Блюменфельд; 24 мая 1884, Волковышки, Сувалкская губерния — 5 марта 1947, Москва) — русский и советский шахматист, шахматный теоретик и литератор.

## Биография
Родился 24 мая (5 июня) 1884 года в Волковышках (ныне Вилкавишкис), в семье купца первой гильдии Израиля-Мордхеля Вульфовича Блюменфельда (1841 — 03.08.1901 по старому стилю, Либава) и Гинды Иоселевны Блюменфельд (в девичестве Урысон, 1847 — после 1921). Братья матери были основателями «Банкирского дома братьев Урысон» в Ковно, с филиалами в разных городах. Вырос в Ковно.
По профессии юрист, кандидат педагогических наук. Изучал право в университетах Берлина и Москвы.
В 4-м Всероссийском турнире (1905—1906) разделил 2—3-е место (звание мастера). Успешно выступал в московских дореволюционных соревнованиях. На Олимпиаде 1920 занял 8-е место; в чемпионате Москвы (1925) — 2—3-е; в турнирах московских мастеров — 3-е (1930) и 5-е места (1934).
Внёс значительный вклад в теорию дебютов: его именем назван гамбит (1.d4 Кf6 2.c4 c5 3.d5 е6 4.Кf3 b5); его идеи использованы в современном волжском гамбите, новые продолжения — в меранском варианте славянской защиты ферзевого гамбита, шотландской партии и в других дебютах. Одним из первых в СССР Блюменфельд начал изучать психологию шахматной борьбы. Он был автором ряда статей по этой теме и кандидатской диссертации: «Проблемы наглядно-действенного мышления (на базе шахматного материала)» (1945). Предложил оригинальные методы исследования психологии шахматиста: запись времени, истраченного на каждый конкретный ход, запись рассуждений в процессе игры и т. д.

## Семья
- Двоюродные братья (по матери):
  - германский публицист Йозеф Блох[нем.] (1871—1936), основатель газеты «Sozialistische Monatshefte[нем.]»;
  - правовед Исаак Савельевич (Шефтелевич) Урысон (1877—1938, расстрелян), редактор журнала «Вестник права»;
  - математик Павел Самуилович Урысон;
- Двоюродая сестра: детская писательница и литературовед Лина Нейман (1887—1971).
  - Сын двоюродной сестры — музыковед Л. А. Мазель.
- Племянник — Марк Абрамович Блюменфельд (1903—1937, расстрелян), экономист, троцкист, о котором оставил воспоминания его солагерник Варлам Шаламов[7].

## Спортивные достижения
| Год       | Город           | Наименование соревнования                                         | +  | − | = | Очки     | Место |
| --------- | --------------- | ----------------------------------------------------------------- | -- | - | - | -------- | ----- |
| 1901      | Лиепая          | Первенство Лиепаи                                                 |    |   |   |          | 1     |
| 1903      | Берлин          | Турнир немецких мастеров                                          |    |   |   |          | 5     |
| 1905/1906 | Санкт-Петербург | 4-й Всероссийский турнир                                          | 12 | 3 | 2 | 12 из 16 | 2—3   |
| 1907      | Москва          | Турнир в рамках гастролей Г. Марко                                | 3  | 2 | 1 | 3½ из 6  | 2—3   |
| 1908      | Москва          | Матч с А. А. Алехиным                                             | 0  | 4 | 1 | ½ : 4½   |       |
| 1911      | Санкт-Петербург | Матч Санкт-Петербург — Москва (3-я доска, против С. Н. Фреймана)  | 1  | 0 | 0 | 1 из 1   |       |
| 1912      | Москва          | Матч Москва — Санкт-Петербург (2-я доска, против Г. Я. Левенфиша) | 0  | 0 | 1 | ½ из 1   |       |
| 1920      | Москва          | Всероссийская шахматная олимпиада                                 | 4  | 3 | 8 | 8 из 15  | 8     |
| 1924/1925 | Москва          | Первенство Москвы                                                 | 9  | 3 | 5 | 12 из 17 | 2—3   |
| 1925      | Москва          | Отборочный турнир мастеров (для участия в международном турнире)  | 2  | 3 | 3 | 3½ из 8  | 3—4   |
| 1926      | Москва          | Матч Москва — Ленинград (4-я доска, против И. Л. Рабиновича)      | 1  | 0 | 1 | 1½ из 2  |       |
| 1927      | Ленинград       | Матч Ленинград — Москва (против С. Б. Готгильфа)                  | 1  | 1 | 0 | 1 из 2   |       |
| 1930      | Москва          | Турнир московских мастеров                                        | 3  | 3 | 1 | 3½ из 7  | 3—5   |
| 1931      | Москва          | Первенство Москвы                                                 |    |   |   | 6 из 12  | 5—9   |
|           | Москва          | Полуфинал 7-го чемпионата СССР (группа № 4)                       | 3  | 4 | 2 | 4 из 9   | 7—8   |
| 1932      | Москва          | Первенство Москвы                                                 |    |   |   | 4 из 9   | 5—6   |
| 1933/1934 | Москва          | Первенство Москвы                                                 | 7  | 6 | 6 | 10 из 19 | 8—11  |
| 1934      | Москва          | Отборочный турнир мастеров (к 9-му чемпионату СССР)               |    |   |   | 3½ из 7  | 3—5   |

## Книги
- Роль эндшпиля в шахматной партии. — Л., 1929.
- Матч Алехин — Боголюбов на первенство мира. — М., 1931 (редактор).
- Комбинация в шахматной партии. — М., 1938; М.: Русский шахматный дом, 2012.